# Čkalovskaja (stanice metra v Petrohradu)

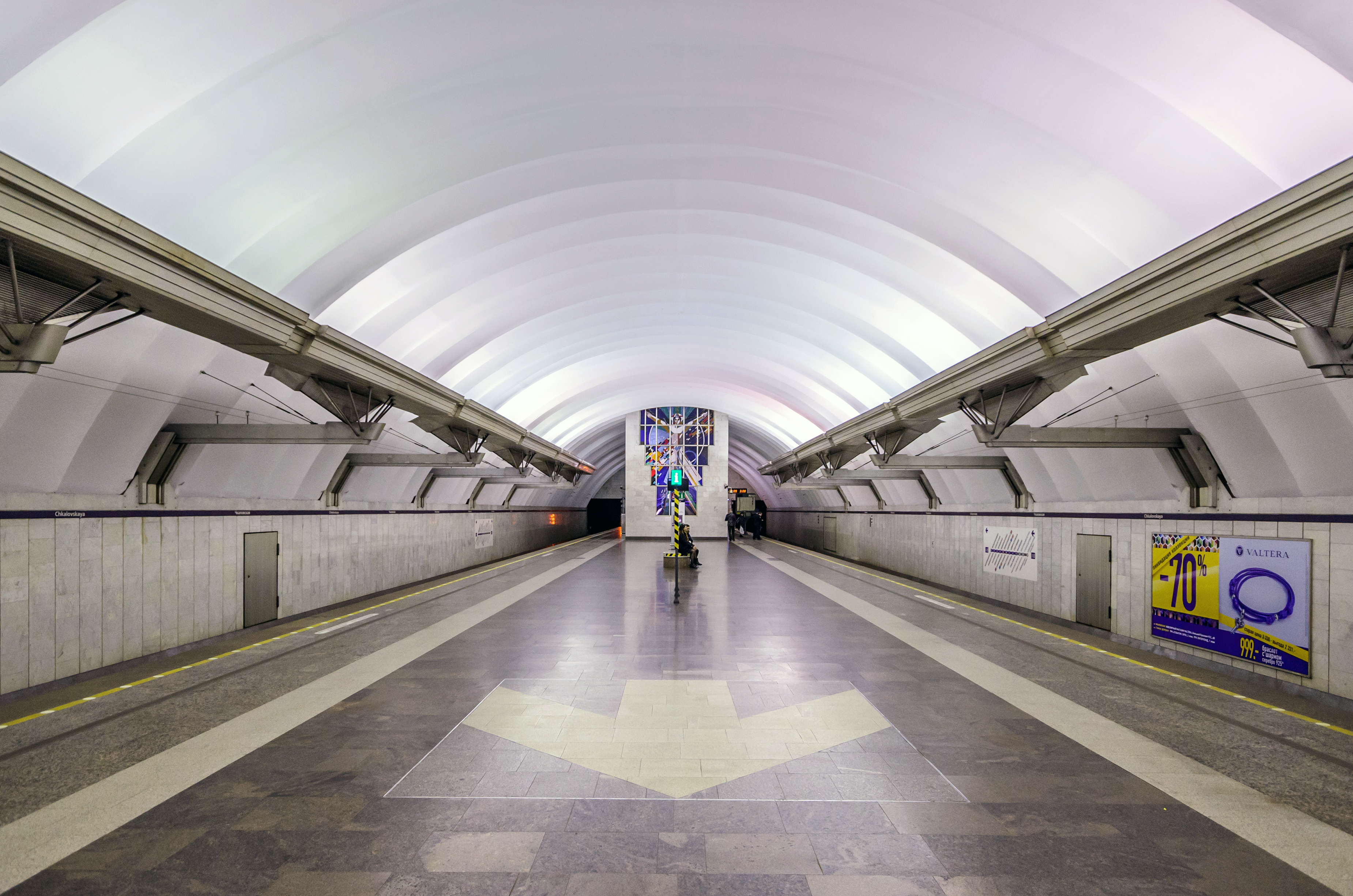

Čkalovskaja (rusky Чкаловская) je stanice petrohradského metra. Pojmenována je po ulici vedoucí nad ní a po Valeriji Čkalovovi, ruském zkušebním letci.

## Charakter stanice
Stanice se nachází na  lince Frunzensko-Primorskaja (Фрунзенско-Приморская линия) v její severnější části, přesněji na ostrově v deltě řeky Něvy. Je konstruována jako hluboko založená, jednolodní stanice s ostrovním nástupištěm. Má jeden výstup, vybíhající z prostředku nástupiště eskalátorovým tunelem do povrchového vestibulu. Za stanicí se nachází severním směrem kolejový přejezd, díky němuž je možné aby sloužila jako konečná stanice. Hlavním tématem architektonického ztvárnění bylo letectví; různé prvky ve stanici jako například osvětlení mají oficiálně symbolizovat letadla či helikoptéry. Před vestibulem je také umístěna Čkalovova busta. Na konci stanice se pak nachází velká skleněná mozaika s člověkem a letadlem. Čkalovskaja byla zprovozněna roku 1997 a do roku 1999 byla konečnou stanicí. 